# Alexandre Bontemps
Alexandre Bontemps (* 9. Juni 1626 in Paris; † 17. Januar 1701 auf Schloss Versailles) war ein bedeutender Höfling, Mitglied im Conseil du Roi und erster Kammerdiener des Königs Ludwig XIV.

## Biografie
Alexandre Bontemps wurde am 9. Juni 1626 in Paris geboren. Sein Vater war Jean-Baptiste Bontemps, erster Chirurg und ab 1643 erster Kammerdiener des Königs Ludwig XIII., seine Mutter die Kaufmannstochter Marguerite Le Roux. Seine Taufe erfolgte am 17. Juli 1628, die Taufpaten waren César de Bourbon und dessen Tochter Élisabeth.
Am 30. Juni 1642 wurde Alexandre Bontemps zum Kommendatarabt des Klosters Notre-Dame d'Hyverneaux in Lésigny ernannt, am 14. April 1652 übernahm er den Posten des ersten Kammerdieners in der Nachfolge seines verstorbenen Vaters. Ab 1665 diente er zusätzlich als Intendant von Schloss, Park und Stadt Versailles, ab 1674 als Secrétaire général der Schweizergarden und ab 1679 als Intendant von Marly. Schließlich fungierte er noch zwischen 1693 und 1698 als Gouverneur von Rennes.
Am 6. März 1667 heiratete er Claude-Marguerite Bosc, dieser Ehe entstammen die Kinder Marie Marguerite (* 1668), Louis Alexandre (* März 1669), Anne Claude (* 1672) und Claude Nicolas Alexandre (* 1674). Seine Frau starb kurz nach der Geburt des vierten Kindes.
Er erlitt am 13. Januar 1701 einen Schlaganfall und starb vier Tage später unter großer Anteilnahme des Hofes. Sein Sohn Louis Alexandre folgte ihm auf dem Posten des ersten Kammerdieners.

## Darstellung im Film
- Angélique und der König, (Frankreich, Italien, Deutschland) 1966, Darsteller: Michel Galabru
- Versailles, (Frankreich, Kanada, Vereinigtes Königreich, Vereinigte Staaten) 2015–2017, Darsteller: Stuart Bowman